# 建安 (大理)
建安（1083年—1091年），是大理国皇帝段正明的第二個年号，共計9年。
起訖年，李波謂建安元年为1083年，至少行用至1091年，方詩銘、李崇智、段玉明、李家瑞作空白，王雲作1083年－1090年，黃德榮作1083年－1091年。

## 年號及改元出處
- 倪輅《南詔野史》：「宋神宗五年（1082）受禪，改元保定，又改建安、天祐。」
- 胡蔚《增訂南詔野史》：「宋神宗辛酉元豐四年（1081）即位。明年（1082），改元保定，又改元建安、天祐。宋哲宗甲戌紹聖元年（1094），明在位十三年。」
- 王崧《雲南備徵志》：「宋元豐五年（1082）即位，改元保立、建安、天祐。宋哲宗元祐四年（1089），禪位為僧。」
- 諸葛元聲《滇史》：「段氏十三世正明，宋神宗元豐五年壬戌（1082）立，改元保定。癸亥（1083），改元建安；辛未（1091），改元天佑。在位凡十二年。……甲戌（1094），避位為僧。」
- 李京《雲南志略》：「思廉之孫政明立，改元保定、建安、天祐。在位十六年。」
- 楊慎《滇載記》：「正明以宋元豐五年（1082）立，改元三，曰保立、建安、天祐。避位為僧。」
- 馮蘇《滇考》：「正明改元保定，時神宗元豐五年（1082）也，後又改元建安、天祐，在位十二年。……哲宗紹聖元年（1094）亦避為僧。」
- 《白古通記淺述》：「保定皇帝名正明，改元保定，又改建安。宋哲宗元祐六年（1091），改元天祐。四年（天祐四年，1094），禪位為僧。在位十三年。」
- 《全保墓碑》：「建安七年十月六日身死。」
- 《斤囡墓碑》：「建安九年……辛未歲。」[8]
- 《九斤盛墓碑》：「建安九年十一月……。」

## 西曆紀年對照表
| 建安 | 元年   | 二年   | 三年   | 四年   | 五年   | 六年   | 七年   | 八年   | 九年   |
| ---- | ------ | ------ | ------ | ------ | ------ | ------ | ------ | ------ | ------ |
| 公元 | 1083年 | 1084年 | 1085年 | 1086年 | 1087年 | 1088年 | 1089年 | 1090年 | 1091年 |
| 干支 | 癸亥   | 甲子   | 乙丑   | 丙寅   | 丁卯   | 戊辰   | 己巳   | 庚午   | 辛未   |

## 同期存在的其他政權年號
- 中國
  - 元豐（1078年－1085年）：北宋－宋神宗趙頊之年號
  - 元祐（1086年－1094年）：北宋－宋哲宗趙煦之年號
  - 紹聖（1094年－1098年）：北宋－宋哲宗趙煦之年號
  - 大康（1075年－1084年）：遼朝－遼道宗耶律洪基之年號
  - 大安（1085年－1094年）：遼朝－遼道宗耶律洪基之年號
  - 大安（1075年－1085年）：西夏－夏惠宗李秉常之年號
  - 天安禮定（1086年）：西夏－夏惠宗李秉常之年號
  - 天儀治平（1086年－1089年）：西夏－夏崇宗李乾順之年號
  - 天祐民安（1090年－1097年）：西夏－夏崇宗李乾順之年號
- 越南
  - 英武昭勝（1076年－1085年）：李朝－李仁宗李乾德之年號
  - 廣祐（1085年－1092年）：李朝－李仁宗李乾德之年號
- 日本
  - 永保（1081年－1084年）：白河天皇之年號
  - 應德（1084年－1087年）：白河天皇與堀河天皇之年號
  - 寬治（1087年－1095年）：堀河天皇之年號